# معادلات لاندن

یک ماده وقتی سردتر از دمای بحرانی ابررسانایی می‌شود، میدان مغناطیسی درون مواد از طریق اثر مایسنر از ماده به بیرون پرت می‌شوند. معادلات لاندن این اثر را به‌طور کمی تشریح می‌کند.

معادلات لاندن توسط برادران فریتز لاندن و هاینز لاندن در سال ۱۹۳۵ توسعه یافتند که مربوط به جریان در میدانهای الکترومغناطیسی در اطراف یک ابررسانا است. مسلماً ساده‌ترین توصیف معنی‌دار پدیده ابررسانایی است.
عمده پیروزی معادلات توانایی برای توضیح اثر مایسنر است
جایی که مواد به‌طور نمایی تمام میدان‌های مغناطیسی داخلی را از ماده به بیرون می‌فرستند وقتی که ماده از آستانه ابررسانی عبور کرد.

## فرمول‌بندی
دو معادله لاندن برای بیان میدان‌های قابل اندازه‌گیری بیان می‌شوند:
{\displaystyle {\frac {\partial \mathbf {j} _{s}}{\partial t}}={\frac {n_{s}e^{2}}{m}}\mathbf {E} ,\qquad \mathbf {\nabla } \times \mathbf {j} _{s}=-{\frac {n_{s}e^{2}}{m}}\mathbf {B} .}
در اینجا {\displaystyle {\mathbf {j} }_{s}} چگالی جریان ابررسانا است، E و B به ترتیب میدانهای الکتریکی و مغناطیسی در داخل ابررسانا هستند،
{\displaystyle e\,} یک الکترون و پروتون است،
{\displaystyle m\,} جرم الکترون و
{\displaystyle n_{s}\,}
یک ثابت پدیدارشناسی است که مرتبط با تراکم تعداد حامل‌های ابررساناست.
در سراسر این مقاله یکای SI استفاده می‌شوند.
از سوی دیگر اگر کسی مایل به انتزاعی‌تر کردن معادلات باشد، هر دو عبارات فوق می‌تواند به شکل تمیز و یکسان «معادله لاندن» و با استفاده از پتانسیل برداری A نوشته شود:
{\displaystyle \mathbf {j} _{s}=-{\frac {n_{s}e^{2}}{m}}\mathbf {A} .}
آخرین معادله تنها نقطه ضعفی که دارد این است که به‌طور پیمانه‌ای ناوردا نیست. اما تنها وقتی صحیح است که در پیمانه کولونی باشد که در آن دیورژانس A صفر است. این معادله برای میدان‌های مغناطیسی به آرامی در فضا تغییر می‌کنند صحیح است.

## عمق نفوذ لاندن
اگر دومین معادله لاندان را بگیرم قانون آمپر را روی آن استفاده کنیم، خواهیم داشت
{\displaystyle \nabla \times \mathbf {B} =\mu _{0}\mathbf {j} }،
سپس نتیجه معادله دیفرانسیل
{\displaystyle \nabla ^{2}\mathbf {B} ={\frac {1}{\lambda ^{2}}}\mathbf {B} ,\qquad \lambda \equiv {\sqrt {\frac {m}{\mu _{0}n_{s}e^{2}}}}.}
بنابراین معادلات لاندن حاکی از خصیصه طولی {\displaystyle }است که میدان مغناطیسی خارجی به‌طور نمایی سرکوب می‌شود که این مقدار عمق نفوذ لاندن نام دارد.